# Gen Korean BBQ
A Gen Korean BBQ é uma cadeia americana de restaurantes de churrasco coreano à vontade, concentrada principalmente na Região Oeste dos Estados Unidos. Foi inaugurada em 2011 e, desde então, cresceu para 36 locais em 2024.

## Cardápio
O cardápio do Gen's tem normalmente 28-36 itens, que incluem papel de rabanete daikon, sundubu-jjigae, saengchae, japchae, kimchi, salada de batata, bulgogi, carne de vaca American Angus e Wagyu, gopchang, galbi, camarão, polvo, frango yangnyeom, samgyeopsal e jokbal.

## Localizações
Em 2024, o Gen tinha 36 restaurantes, com quatro locais futuros. A maioria dos restaurantes está na Califórnia, na área metropolitana da Grande Los Angeles. Embora as localizações se concentrem no Oeste dos Estados Unidos, existe um restaurante na Flórida e em Nova Iorque. O Havaí tem três, com um em planos de abrir em Maui. Outros restaurantes a abrir brevemente situam-se em Jacksonville, na Flórida, Tukwila, em Washington, e Dallas, no Texas. Existe também um restaurante nas Filipinas, no SM Mall of Asia. No sul da Califórnia, o restaurante é popular entre os estudantes da UC Irvine. Planeia abrir locais no Oregon, Geórgia, Virgínia, Utah e também no Distrito de Columbia no futuro.